# Anlauter-Braunjuratrichter
Die Anlauter-Braunjuratrichter ist ein Naturraum (082.28) der Südlichen Frankenalb im Südwestdeutschen Stufenland. Sie ist Teil der Altmühlalb, eines Unterraums der Südlichen Frankenalb, die wiederum zur auch Frankenalb genannten Fränkischen Alb gehört.

## Geographische Beschreibung
In dem Gebiet liegt die Quelle der Anlauter und ist etwas in den Malmkalb eingetieft. Die Ackerböden sind dunkelbraun, da sie aus eisenhaltigen Doggersandstein entstanden sind. In den Tälern ist Staunässe verbreitet, was zu leicht sumpfigen Böden führt.
Im Norden grenzt das Vorland der Weißenburger Alb (110.32) in der Weißenburger Bucht und das Thalach-Quellgebiet (110.40) im Vorland der Anlauteralb (110.4), welche beide zum Vorland der Südlichen Frankenalb gehören, an, an den anderen drei Seiten die Anlauteralb (082.27).
Die namensgebende Anlauter sowie deren Seitenflüsse der Aschbach und der Erlenbach entwässert das Gebiet. Wo die Anlauter das Gebiet verlässt ist mit 509 m ü. NHN  der tiefste Punkt des Naturraum an seiner Südostspitze. Die höchsten Erhebungen sind namenlose Berg südlich von Bergen (573 m ü. NHN) und nördlich von Bergen (582 m ü. NHN und 583 m ü. NHN). Es handelt sich hier um einen Malmzeugenberg.

## Besiedlung
Im Gebiet des Anlauter-Braunjuratrichter gibt es nur kleinere Ortschaften. Es handelt sich hierbei um Thalmannsfeld, Bergen, Syburg, Dannhausen und Nennslingen. Das Gebiet ist nur sehr dünn besiedelt und wird land- und forstwirtschaftlich genutzt.